# Muchacho
Muchacho (с исп. — «Молодой парень, мальчик») — шестой студийный альбом американского инди-рок-музыканта Phosphorescent (Matthew Houck) из Хантсвилла (штат Алабама), выпущенный 19 марта 2013 года на лейбле Dead Oceans.
Альбом был спродюсирован Мэтью Хоуком и предварялся синглом «Song for Zula». Песня «Song for Zula» также звучала в фильмах «Захватывающее время», «Новый Человек-паук: Высокое напряжение» и финале сериала «Супермаркет»: «All Sales Final».
Лирика Muchacho была навеяна различными событиями, последовавшими за его туром в поддержку предыдущего студийного альбома Here’s to Taking It Easy (2010).
Выпущенный с широким одобрением критиков, альбом достиг пятьдесят девятой позиции в Billboard 200 и пятьдесят восьмой позиции в UK Albums Chart.

## История
В 2012 году Мэтью Хоук был вынужден разобрать свою студию в районе Navy Yards в Бруклине, Нью-Йорк, и впоследствии переехал в Гринпойнт, где начал работу над Muchacho в своей заново собранной студии. Говоря о своем новом помещении для записи, Хоук отметил: «Это не столько „студия“, сколько хламное место для практики — ни один профессионал никогда не зайдет туда и не скажет: „Вау“».
Говоря о названии альбома, Мэтью Хоук сказал: «Если вы видите кого-то, кто начинает вести себя неадекватно, вы можете просто сказать ему: „Эй, мучачо, успокойся“. Я был в Мексике, один, чувствовал себя довольно грубо, и мне вспомнилась строчка из какого-то стихотворения Неруды. Я даже не помню, что это было, но это было что-то вроде: „Вот как это бывает, мучачо“. Это постоянно напоминало мне: „Тебе лучше справиться с этим. Вот как это бывает, мучачо“».
Что касается треков, вошедших в Muchacho, Хоук отметил: «Моя жизнь, если честно, как бы развалилась на части. И в процессе того, как я собирал ее заново, появились эти песни. Я не мог их игнорировать».

## Обложка
На обложке альбома изображены фотографии улыбающегося Мэтью Хоука, сделанные Дасдином Кондреном, и его спутниц в состоянии раздевания. По поводу этих изображений Хоук сказал: «Я бы не назвал обложку альбома „счастливой“. В ней присутствует беспорядочное отчаяние. Она показывает, что можно быть счастливым, когда ты развалина».

## Отзывы
| Совокупная оценка    | Совокупная оценка |
| Источник             | Оценка            |
| -------------------- | ----------------- |
| AnyDecentMusic?      | 7.8/10            |
| Metacritic           | 85/100            |
| Оценки критиков      |                   |
| Источник             | Оценка            |
| AllMusic             | [ 5 ]             |
| American Songwriter  | [ 6 ]             |
| The A.V. Club        | A−                |
| Consequence of Sound | [ 8 ]             |
| The Independent      | [ 9 ]             |
| Mojo                 | [ 10 ]            |
| Paste                | 9.3/10            |
| Pitchfork            | 8.8/10            |
| Q                    | [ 13 ]            |
| Uncut                | 8/10              |

Альбом получил положительные отзывы от музыкальных критиков. На сайте Metacritic, который присваивает нормализованную оценку из 100 баллов отзывам критиков, альбом получил средний балл 85, основанный на 26 отзывах, что свидетельствует об «общем признании».
Фред Томас из AllMusic считает, что «даже сквозь иногда более тяжелые, чем нужно, аранжировки ясно, что Muchacho — одна из лучших работ Хоука со времен его ранней карьеры. Похоже, он обратился к зернистой боли, склонности к тяжелой жизни и блуждающей музе своего подсознания, получив самый приятный для слуха результат, который Phosphorescent произвели за последние годы». В American Songwriter Джефф Терич написал, что «Muchacho никогда не задерживается на одном месте слишком долго», и что Хоук «может сделать нежную, мечтательную поп-песню, а может подключиться и просто начать качать». Остин Л. Рэй из The A.V. Club оценил альбом на A- и назвал его «самым успешным релизом Хоука на сегодняшний день», который в своей основе «наиболее душераздирающий и жизнеутверждающий, в равных частях опустошение от потерянной любви и хип-свинг, ликование под руководством рога». Янне Ойнонен из The Line of Best Fit оценил альбом в восемь звезд и сказал, что это «вознаграждающая жемчужина», даже «несмотря на ее определенно мрачную тематику», которая «легко перепрыгивает через различные ловушки „горе-из-меня“».
В Clash Питер Адкинс подтвердил, что «это не выход в китч», потому что это «прекрасный выход в пасторальную сердечную боль», которая, по его словам, «впечатляет». Майк Мэдден из Consequence of Sound оценил альбом как «хорошо сбалансированное прослушивание, в котором Хоук добавляет новые оттенки на старые холсты и поражает золотом на каждом шагу». Дэниел Кон из Filter оценил альбом в 82 процента и нашел, что альбом содержит «экспериментальные красоты». Роб Хакимиан из Beats Per Minute дал альбому 84 процента и заявил, что «Muchacho ощущается как следующее звено в состоянии страдания», но это не плохо, «потому что кажется, что из этих глубин можно добыть еще много золота». В The Independent Энди Гилл сказал, что Хоук «дополняет свои обычные тростниковые стили американской музыки некоторыми неожиданными разработками на Muchacho». Джон Мерфи из musicOMH заявил, что «невозможно не поверить, что Мэтью Хоук создал свою лучшую работу», и этот релиз «заслуживает того, чтобы… наконец-то продвинуть его в мейнстрим». В Mojo Сильви Симмонс назвала его «адской работой».
В Paste Натан Хаффстаттер отметил, что «мощная эволюция песенного мастерства на Muchacho не является случайным поворотом влево, а наоборот, развивается прямо из канона Phosphorescent». Джейсон Грин из Pitchfork оценил альбом в 8,8 баллов из десяти и подтвердил, что «на Muchacho Хоук вкладывает в этот мир новую красоту и глубину». Крис Кэтчпол из Q считает, что «„хотя оставшиеся более традиционно звучащие песни, несомненно, превосходны, кажется странным оставлять такую хорошую идею только наполовину исследованной“». Джим Скотт из Under the Radar назвал «Muchacho — это артист, устанавливающий новые стандарты». Две оценки по семь из десяти были получены от No Ripcord и This Is Fake DIY. Джеймс Маккенна из No Ripcord считает, что «здесь, вероятно, недостаточно моментов, которые заставляют волосы на затылке встать дыбом, но после того, как вы с трудом вникаете в суть, к этой записи хочется возвращаться. Так что ее, по крайней мере, стоит послушать». Дэнни Райт из This Is Fake DIY отметил, что «Muchacho — это пластинка, способная успокоить даже самые темные ночи и настроения». В Uncut Питер Уоттс нашел, что Phosphorescent в Muchacho «смешивают кантри-джемы с клаустрофобной электроникой и заунывными рожками мариачи, чтобы создать красивый, но дискомфортный альбом».
Однако альбом получил три смешанные рецензии, одна из которых поступила от не входящего в Metacritic журнала The Skinny, который поставил ему три звезды, а остальные — шесть из десяти. В Exclaim! Джошуа Клок нашел, что это вовсе не «буйная центральная часть», а скорее «саундтрек для ночного чаепития в одиночестве?», на что он ответил: «Безусловно». Мэтью Фиандер из PopMatters отметил, что это «альбом о том, как мы восстанавливаемся, как мы находим себя после потери. Это также альбом, который в музыкальном плане полон беспокойных и захватывающих исследований». Однако Фиандер раскритиковал, что «Muchacho иногда путает личное с уединенным». В The Skinny Илья Курякин подчеркнул, что альбом «экспериментальный и амбициозный», но назвал «основные моменты альбома возвышенными, даже если остальное кажется несколько затерянным в пустыне».

## Список композиций
Слова и музыка всех песен — Matthew Houck.
| №                   | Название                                       | Длительность |
| ------------------- | ---------------------------------------------- | ------------ |
| 1.                  | «Sun, Arise! (An Invocation, An Introduction)» | 3:09         |
| 2.                  | «Song for Zula»                                | 6:10         |
| 3.                  | «Ride On/Right On»                             | 3:44         |
| 4.                  | «Terror in the Canyons (The Wounded Master)»   | 4:05         |
| 5.                  | «A Charm/A Blade»                              | 5:20         |
| 6.                  | «Muchacho's Tune»                              | 4:19         |
| 7.                  | «A New Anhedonia»                              | 4:03         |
| 8.                  | «The Quotidian Beasts»                         | 7:04         |
| 9.                  | «Down to Go»                                   | 5:16         |
| 10.                 | «Sun's Arising (A Koan, An Exit)»              | 3:18         |
| Общая длительность: | Общая длительность:                            | 46:28        |

## Позиции в чартах
| Чарт (2013)                                | Высшая позиция |
| ------------------------------------------ | -------------- |
| Бельгия Belgian Albums Chart               | 24             |
| Швеция Swedish Albums Chart                | 50             |
| Ирландия Irish Albums Chart                | 68             |
| Великобритания UK Albums Chart             | 58             |
| Великобритания UK Independent Albums Chart | 14             |
| США Billboard 200                          | 59             |
| США Independent Albums                     | 11             |
| США Folk Albums                            | 5              |
| США Top Rock Albums                        | 22             |
| США Tastemakers                            | 10             |